# Буучийн Жигмиддорж
Буучийн Жигмиддорж (монг. Буучийн Жигмиддорж; 1910, Монголия—1983, Монголия) — монгольский актёр театра и кино. Заслуженный артист Монгольской Народной Республики (1946).

## Биография
Член Монго́льской наро́дно-революцио́нной па́ртии. С 1929 участвовал в художественной самодеятельности. В 1933—1941 выступал на сцене Театра Монгольской народно-революционной армии, с 1941 года, после реорганизации театра — артист Государственного музыкально-драматического театра Монголии.

## Избранные роли в театре
- Бэджин-лама, Буянхишиг да-лама («Сумья-нойон», «Ванли» — народные пьесы)
- Цаган-Гэсэр-хан, Цотон («Три Шарайгольских хана», инсценизация Д. Намдага по эпосу «Гэсэриада»),
- Тибетский купец («Среди печальных гор» Д. Нацагдоржа),
- Бригелла («Слуга двух господ» К. Гольдони),
- Вакуленко («Калиновая роща» А. Корнейчука) и др.

## Избранные роли в кино
Снимался в кино.
- 1945 — «Степные витязи» — Гуэн-Батор